# Tetralophodon
Tetralophodon é um gênero extinto de elefantoídeo pertencente à família Anancidae.

## Etimologia
O gênero Tetralophodon (que significa "quatro arestas de dente"), foi nomeado em meados do século XIX, com a descoberta de dentes especializados.

## Descrição

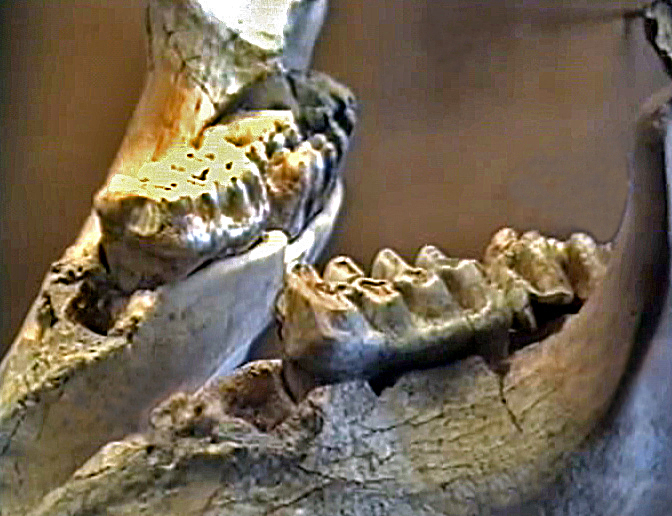
Fóssil de mandíbula de T. longirostris, no Naturhistorisches Museum, Viena

O tetralophodon era um animal semelhante ao elefante que existiu no final do Mioceno até as épocas do Plioceno Médio, há aproximadamente 10,9 milhões de anos.
Como o gomphotheres,  aos quais não estava estreitamente relacionado, o Tetralophodon tinha quatro presas e uma tromba. Acredita-se ter tido 2,58m a 3,45m de altura e até 10 toneladas de peso, maior do que elefante asiático atual, com um pescoço longo e incisivos de até 2m de comprimento. Acredita-se que estes incisivos tenham sido utilizados como um mecanismo de defesa.[carece de fontes?]
Os dentes molares foram adaptadas para trituragem e moagem, em comparação com outros mamíferos durante esta época, que tinha dentes afiados utilizado para o corte. Os dentes indicam uma dieta de grande frutas e legumes.
Esta dieta foi auxiliada pelo tamanho grande e pela longa tromba, que permitiram que esses mamíferos alcançassem árvores frutíferas altas.
Algumas características, principalmente em relação aos dentes, parecem colocar o Tetralophodon perto da origem dos elefantes de hoje. Os molares, em particular, são mais avançados e especializados que os dos outros gomphotheres.

## Distribuição

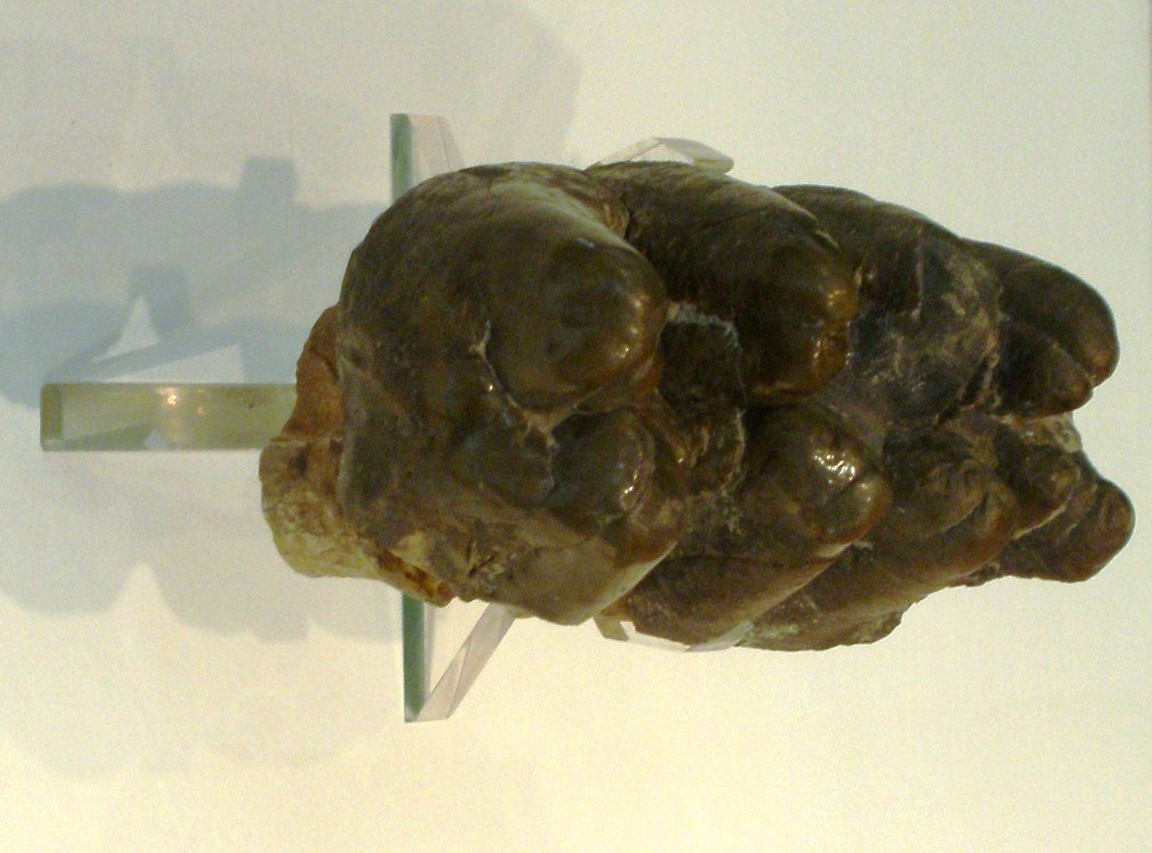
Dentes molares de T. punjabiensis no Museo Civico di Storia Naturale di Verona, Verona

Esses animais eram proboscídeos muito difundidos e bem sucedidos. Seus fósseis foram encontrados desde o final do Mioceno até o Plioceno Médio na Europa, Ásia e África. A maioria dos registros fósseis de Tetralophodon é de dentes com quatro nervuras. As espécies norte-americanas T. campester e T. fricki foram transferidas para o gênero Pediolophodon em 2007.
 A maioria dos gomphotheres foi extinta no final do Pleistoceno. Enquanto a razão para esta extinção ainda é debatida, o que se sabe é que estes elefantes gigantescos do gênero Tetralophodon não sobreviveram.